# BILLIE IDLE
BILLIE IDLE®（ビリーアイドル）は、NIGO®︎がプロデュースした日本の5人組音楽グループ。ユニットのコンセプトはNOT IDOL。テーマはネオ80's。2019年12月28日 に活動を終了した。

## 概要
2015年1月、元BiSのファーストサマーウイカとヒラノノゾミに、オーディションで合格したヤスイユウヒとモモセモモを加え結成。同年4月1日デビュー。2016年8月、体調不良の為しばらく活動を休止していたヤスイユウヒが勇退。新メンバーとしてモモセモモの実妹であるアキラが加入。2018年6月には、元BiSのプー・ルイが加入。
NIGO®と渡辺淳之介（WACK）が共同プロデュースを手掛けていたが、2018年3月21日リリースのシングル「P.S.R.I.P.」をもって終了。以降はNIGO®による単独プロデュースとなる。
公式ファンクラブの名称は「IDLE FELLAS 」。
2019年1月6日にお披露目されたBULLY IDOLとの関連性は不明である。
2019年12月、グループとしてラストとなる全国ツアー「BILLIE IDLE TOUR LAST ORGY」を開催し、ツアーファイナルである同月28日のマイナビBLITZ赤坂での公演にて解散。NIGO®は、解散する理由として、個人的には存続できずに悔しいしプー・ルイ加入を機にグループとしての活動規模も大きくなったものの、自分の中の期限だった活動開始後5年を越えても投資費用を回収できずに赤字だったことに会社として問題意識を持っていたためと話している。
尚、グループ名の『BILLIE IDLE®』は第9類（録音・録画済みメディア等）・第25類（被服等）・第41類（コンサートの企画又は運営等）における登録商標である。

## メンバー
- ファーストサマーウイカ（1990年6月4日 - ）

大阪府出身。アイドルグループ、第1期BiSの元メンバー。
『ひと夏の経験』担当。
ウイカがヒラノとNIGO®、渡辺の4人でバンドみたいなわけわかんないユニットを作ってる夢を見て、「これは神の啓示だな」と思い、その話を3人にしたのがBILLIE IDLE®結成のきっかけ。しかし、ウイカ自身がユニットが動き出して初めてヒラノがメンバーだということを知り驚いた旨を語っているインタビューもある為、真偽のほどは定かではない。
上京前、舞台役者時の名義「初夏（ウイカ）」は本名であり、「ファーストサマー」の由来でもある。
- ヒラノノゾミ（1992年5月15日 - ）

秋田県出身。アイドルグループ、第1期BiSの元メンバー。
『ビジネスマイペース』担当。
ウイカと共にBiSが解散する当日までBILLIE IDLE®結成の事は黙っていて、ラストライブの最後に発表されるまでメンバーにも完全にオフレコだった。プー・ルイはヒラノの行く末を案じており「のんちゃん大丈夫？何か決まってるの？」と気に掛けていたが、ヒラノは「なんかオーディションとか開催してメンバーを集めようかな」と、のらりくらりしており、後に「サプライズです」と語っている。
「ハモり職人」として他メンバーとのハモりを主に担当している。 BILLIE IDLE®解散後はななずとの、新ユニット「おはなの」を結成。
- モモセモモ（1993年9月20日 - ）

長野県出身。
『適当人間』担当。
第1期BiS最後のメンバーオーディションでコショージメグミ（現Maison book girl）と同時に合格していたが、移動車にはメンバーが6人しか乗れなかったという理由でやむなく落選。「BiSじゃない何かをやるときにまた声をかけよう」と心に秘めていた渡辺の薦めもあり、書類審査はパス、二次審査から合流し、満場一致で合格。この経緯は当時渡辺と一部スタッフのみ知る事実であり、ウイカもヒラノもBILLIE IDLE®オーディション合格後に知らされたという。
メンバーのファーストサマーウイカやプー・ルイから「界隈一の歌唱力の持ち主」と賞賛されており折に触れて喧伝されているが、 本人は「売れるより気持ちよく歌えればいい」と言った「アーティスト気質」なところがある。
メンバーで唯一SNSをやっていない。
韓流アイドルやドラマが好き。オフになると韓国までライブを観に行ったり、ロケ地巡りなどをする。
グループ内で「美容部員」と呼ばれるぐらいコスメ好き。
潔癖症。
毎週週刊プロレスを購読するほどのプ女子（プロレス好き）。
- アキラ（1994年9月28日 - ）

長野県出身。
『みんなの親戚』担当（2016年10月22日、大阪でのインストアライブにて発表）。
2016年8月25日加入。モモセの実妹。
2016年4月29日の日比谷野音ライブ『ANARCHY TOUR FINAL "IDLE is DEAD!?"』に遊びに来ていた際、バックステージでNIGO®と出会う。ヤスイ勇退後、NIGO®はオーディション等をやらないで新メンバーを探したほうがいいと考えており、アキラが東京に出てくると言っていたことを思い出す。歌唱力もあり、また「グループの中に姉妹がいてもいいかも」という発想から加入が決定。
趣味はイラストを描くこと。たびたび自身のInstagramにアップしている。
- プー・ルイ（1990年8月20日 - ）

埼玉県出身。
『I・D・O・L』担当。
2018年6月6日加入。
第1期BiSの創設メンバーおよびリーダー。ファーストサマーウイカ、ヒラノノゾミらと共に第1期BiSのメンバーとして2014年の解散まで活動。2016年に新たなメンバーと共に第2期BiSを再始動し活動していたが、「今のBiSにわたしは必要とされてないし、わたしのやりたかったBiSはここには無い」とし、2018年3月4日をもって卒業。同年5月にBILLIE IDLE®加入を発表。
新生YouTuber研究会BYS（ビス）としても活動しており、ウイカ、ヒラノの他、旧BiSの最終メンバーも動画に登場していたが、2019年春からは“プールイ のくらし”という個人チャンネルにおいて自身の日常生活の様子をゆるく紹介する動画を定期的にアップしている。尚、動画編集作業はほぼ一人で行なっている。使用編集ソフトはFinal Cut Pro.
2019年6月21日発売の「IDOL AND READ 019」内の単独インタビューでBiS時代に実現できなかった武道館ライブをBILLIE IDLE®︎として目指すことを、自身の目標としてあげている。

### 旧メンバー
- ヤスイユウヒ （1994年6月29日 - ）

富山県出身。
『人参』担当。
様々なアルバイトに就くも長く続かず対人恐怖症になり、約1年間ニートを経験。20歳を迎えるにあたり「なんて微妙な人生だろう」と思い、BILLIE IDLE®のオーディションで一念発起し、合格。BiSがツアーで金沢に訪れた際も普通にチェキ列に並んでいた程のBiSファンであり、横浜アリーナのラストライブにも参加している。当時の推しメンはウイカとヒラノ。
「ヤスイユウヒ」は自ら考案した芸名だが、オーディションの履歴書に記入して応募。これについてウイカは「家族の欄を見ると名字が違うから何か複雑な事情があるのかと思ったら「芸名です」とか言い出して（笑）」「芸能活動をやってたわけでもないニートが、なんで芸名作って応募してんだよっていうね（笑）」と語っている。
2016年7月より体調不良の為しばらく活動を休止していたが、同年8月25日に本人の意思により勇退。現在は真昼野ゆず子として活動している。

## 来歴
2015年
- 1月11日、渋谷clubasiaにてファンクラブ限定のお披露目ライブ『BILLIE IDLE LAUNCH SHOW』を開催[12]。
- 4月4日、ラフォーレミュージアム原宿にてデビューライブ 『IDLE GOSSIP SHOW (NOT IDOL, NOT KAWAII)』を開催。
- 12月12日、『BILLIE IDLE® presents Brand-new Idle Society』と題し、元BiSのメンバーが在籍するLUI FRONTiC 赤羽JAPAN、Maison book girl、POP（現GANG PARADE）、テンテンコが集結。

2016年
- 2月20日 - 3月6日、元BiSのメンバーによる全国ツアー『Brand-new Idle Society presents ANARCHY TOUR』を決行。
- 4月29日、日比谷野外大音楽堂にて『ANARCHY TOUR FINAL "IDLE is DEAD!?"』を開催。
- 8月25日、体調不良の為しばらく活動を休止していたヤスイユウヒが勇退。新メンバーとしてモモセモモの実妹であるアキラが加入。

2018年
- 3月21日に発売されたシングル「P.S.R.I.P.」をもって、NIGO®と渡辺淳之介による共同プロデュースが終了。以降はNIGO®の単独プロデュースとなる[2]。
- 5月12日、代官山UNITで行われた東名阪ワンマンツアー『P.S.R.I.P. TOUR』の最終公演にプー・ルイが登場し、BILLIE IDLE®への加入を発表。終演後、6月6日にプー・ルイを迎えた新体制での初ワンマンライブ開催とアルバム「BILLIed IDLE 2.0」のリリースがアナウンスされた[11]。
- 6月6日、マイナビBLITZ赤坂にて新体制での初ワンマンライブ『WELCOME TO BILLIE IDLE』を開催。新体制初となる全国7都市でのツアー『BILLIed IDLE TOUR 2.0』の開催が発表された[1]。
- 7月4日、既発曲をメンバー全員で歌い直したベスト盤と、ファンクラブ限定で配布されたカバーアルバム「IDLE FELLAS」のアップデート盤となる「IDLE FELLAS 2.0」で構成された2枚組のアルバム「BILLIed IDLE 2.0」をリリース[13]。
- 11月7日、5人体制となって初のアルバム「NOT IDOL」をリリース。

2019年
- 2月6日、ニューシングル「そして、また、、」をワンコイン盤としてリリース。2月18日付オリコン週間シングルランキングで8位を獲得。自身初となるトップテン入りを果たす。
- 3月23日より全国6都市を回るワンマンツアー『「そして、また、、」ツアー』を開催。4月20日のマイナビBLITZ赤坂公演でツアーファイナルを迎えた。
- 5月22日、ニューシングル「僕らまだちっぽけな頃の話」をリリース。6月3日付オリコン週間シングルランキングで3位を獲得。
- 7月28日より自身最多15都市を周る『BILLIE IDLEツアー 僕らまだちっぽけな頃の話』を東京・マイナビBLITZ赤坂公演を皮切りにスタートさせた。
- 10月16日、12月28日に解散することを発表。オフィシャルファンクラブ「IDLE FELLAS」の新規入会の受付を終了[14][15][16]。
- 10月23日、ニューシングル「LAST ORGY」を発売。ジャケットに描かれたロゴデザインは、Girls Don't Cryなどのプロジェクトを手掛けるグラフィックデザイナー、VERDYが手掛けている。
- 12月1日の北海道・SPiCE公演を皮切りに、グループとして最後となる全国ツアー『BILLIE IDLE TOUR LAST ORGY』を開催。12月28日のマイナビBLITZ赤坂での最終公演をもって、4年11ヶ月にわたる活動に幕を下ろした[5][14][6]。

## 作品
順位はオリコン・ウィークリーランキング最高順位。

## 主な出演

### ウェブテレビ
- IDLE HOUSE on OTSUMO TV（2016年5月25日[19] ‐ 10月25日[20]、AbemaTV）

### MV
- 神聖かまってちゃん「きっと良くなるさ」（2016年）※ ヒラノのみ、カメオ出演[21]